# Melzo
Melzo là một đô thị ở tỉnh Milano, vùng Lombardia của Italia, khoảng 20 km về phía đông của Milano. Tại thời điểm ngày 31 tháng 12 năm 2004, đô thị này có dân số 18.527 và diện tích là 9,7 km².
Melzo giáp các đô thị sau:Gorgonzola, Pozzuolo Martesana, Cassina de' Pecchi, Vignate, Truccazzano, Liscate.